# Snowboard cross
SnowBoard Cross  (também Snowboarder X, SBX, Boardercross, Boarder-X ouBX) são competições de Snowboard onde um grupo de atletas (usualmente quatro pessoas) descem simultaneamente o topo de uma supericie inclinada para chegar ao fim do percurso primeiro. É uma modalidade olímpica.